# Camilo López Gómez
Camilo López Gómez (Calvillo, Aguascalientes, 18 de julio de 1917 - 8 de octubre de 2015) fue un político mexicano, miembro del Partido Revolucionario Institucional. Presidente municipal de Calvillo, Ags. durante el periodo de 1963-1965 y diputado local ante el Congreso del estado. Desempeñó diversos puestos de gobierno en el ámbito federal, estatal y municipal. Diputado federal por el estado de Aguascalientes en la L Legislatura del Congreso de la Unión de México (1976-1979). Fuerte defensor de la Reforma Agraria e impulsor del desarrollo rural del municipio y la región, se le reconocen importantes obras durante su gestión municipal. Padre de Raúl López Serna, diputado y regidor por el mismo municipio.